# Јосиф Оптински
Јосиф Оптински (рођ. Иван Евфимович Литовкин, [14] новембар 1837., село Городишче, Харковска губернија - 9. маја [22], 1911, Оптинска пустиња) - јеромонах и светитељ Руске православне цркве. Канонизован је 2000. године и уврштен у Саборни храм 14 светих Оптинских стараца.

## Биографија
Рођен је 2 (14) новембра 1837. године у селу Городишче, Харковска губернија. Отац, Ефим Емељанович, био је старешина села. Био је други син од шесторо деце (три сина и три ћерке).
Када је имао четири године, отац му је умро, а са једанаест је остао без мајке Марије Васиљевне.
Читању и писању га је научила његова старија сестра Александра, која је касније примила постриг у Борисовском манастиру са именом Леонида. Пошто је изгубио наследство, био је приморан да се рано запосли - прво у кафани, а затим у продавници.
1861. намеравао је да иде на ходочашће у Кијев, али му је сестра монахиња саветовала да оде у Оптинску пустињу. Овде је, после састанка и разговора са старцем Амвросијем, одлучио да остане. У манастиру је постао духовник у келији старца Амвросија.
Најпре је у скиту обављао послушање помоћног кувара, а убрзо је постављен за келије код старца Амвросија.
15. (27.) априла 1864. године замонашен је са именом Јован.
16. (28.) јуна 1872. године примио је велику схиму са именом Јосиф, у част монаха Јосифа Песмописца.
Године 1877. рукоположен је у чин јерођакона. 1 (13) октобра 1884. године посвећен је у чин јеромонаха.
У фебруару 1888. Јосиф се тешко разболео и у ишчекивању смрти, 14. (26.) фебруара 1888. пострижен је у схиму. После опоравка постављен је за помоћника старца Амвросија.
1891. године, после упокојења монаха Амвросија, постао је, заједно са старцем Анатолијем, исповедник манастира Шаморда.
Крајем 1893. године, када се разболео старешина скита и братски исповедник монах Анатолије, свештенство је пренето на Јосифа. А у јануару 1894. године, после смрти монаха Анатолија, постављен је за старешину скита.
Трећег дана Васкрса, 11. (24.) априла 1911. године, старешина се разболео.
9 (22) маја 1911. године у 10.45 упокојио се свети Јосиф.
16. октобра 1988. године откривене су мошти монаха.
Године 1996. уврштен је међу локално поштоване светитеље Оптинске испоснице, а у августу 2000. године, јубиларним Архијерејским Сабором Руске Православне Цркве, прослављен за опште црквено поштовање.
Мошти светог Јосифа чувају се у Владимирској цркви Оптинске испоснице.